# Nacionalsocializem
Nacionalsocializem (tudi nacionalni socializem in nacizem) se je sprva pojavil kot ideologija Nacionalsocialistične nemške delavske stranke (NSDAP) pod vodstvom Adolfa Hitlerja v Nemčiji po prvi svetovni vojni. Kasneje je postal politični sistem Tretjega rajha in je to tudi ostal do konca druge svetovne vojne.
Zanj so bili značilni antisemitizem, Blut-und-Boden (kri in zemlja) ideologija, rasizem, nemški nacionalizem in antikomunizem. Njegov politični sistem opredeljuje program NSDAP z 20 točkami. Vodja nacionalsocialistične države je diktator in se imenuje Führer.

## Stranka NSDAP in doktrina nacizma
Za nacizem je bil značilen antisemitizem, Blut-und-Boden ideologija, rasizem (Arijci), ekspanzionizem (politična ideja o lebensraumu). Značilnosti nacizma je predstavil Adolf Hitler v svoji programski knjigi Moj boj.
Nacizem je enopartijski politični sistem, ki ga opredeljuje program NSDAP in ki ga vodi diktator , imenovan Vodja (Führer).
Za organizacijo stranke so značilni gauleiterji (vzporedno državnim organom).
Za nacizem je značilen njegov odnos do socializma, komunizma, nacionalnega, religije in do intelektualcev.
Za nacizem je značilna tudi intenzivna propaganda.

## Prihod na oblast
Nasilen prevzem oblasti leta 1923 ni uspel. Leta pozneje je podpora rasla. Stranki NSDAP je nato leta 1933 na volitvah uspelo priti na oblast. S tem je Adolf Hitler postal nemški kancler.
V državi se je izvedla centralizacija, ukinilo se je deželno zastopstvo (Reichsrat), stranka NSDAP je postala edina dovoljena stranka v državi, vpeljala se je vojna ekonomija.

## Zakonodaja
- Zakon o zaščiti ljudstva in države (februar 1933) je ukinil tiste člene ustave, ki so govorili o državljanskih svoboščinah in svobodi tiska pod pretvezo komunistične nevarnosti; v teh primerih je priznaval vsemočnost zvezne oblasti.
- Zakon o javni službi (aprila 1933) je določal, da morajo Judje zapustiti vse državne in javne službe.
- Zakon o ljudskih sodiščih (maj 1934) je predvideval posebna sodišča za primere izdaje in veleizdaje.
- Nürnberška zakona (september 1934) sta določala, da Judje (do ¼) izgubijo državljanstvo (prepoved porok, obvezna prijavitev premoženja).

## Nacizem in Cerkev
Hitlerjev minister za propagando Joseph Goebbels je trdil, da obstaja "nerešljivo nasprotovanje" med krščanskim in nacističnim pogledom na svet in da sta le-ta nezdružljiva. Hitler je leta 1934 za uradnega nacističnega ideologa imenoval Alfreda Rosenberga, odkritega pogana. Papež je marca 1937 z okrožnico Mit brennender Sorge obsodil nacionalsocializem.
Drugi nacisti so si pa prizadevali za t. i. nacionalno Cerkev, ki so jo poimenovali Pozitivno krščanstvo (nemško Positives Christentum), ki je zanikala Staro zavezo in trdila, da je "resnično krščanstvo" boj proti Judom; Jezusa so prikazovali kot Arijca.

## Neonacizem
Neonacizem je oznaka za družbena in politična gibanja po koncu druge svetovne vojne, ki si prizadevajo za oživitev nacizma in ustvaritev nacionalsocialistične države. Na Slovenskem je aktivna neonacistična skupina Blood & Honour.

## Resolucija ZN, ki obsoja poveličevanje nacizma
Generalna skupščina ZN je leta 2017 sprejela resolucijo o obsodbi poveličevanja nacizma. Večina držav se je vzdržala ali je glasovala za podporo resoluciji, vendar so tri države glasovale proti resoluciji: ZDA, Ukrajina in Palav. Ameriški razlogi za nasprotovanje resoluciji so bili pomisleki glede svobode govora in da Rusija uporablja resolucijo kot politični napad na Ukrajino. Rusko Ministrstvo za zunanje zadeve je to glasovanje uporabilo za domnevo, da se je Ukrajina povezala z nacizmom, zato sta ga ZDA in Ukrajina po glasovanju ostro obsodili.